# Veselîi Kut, Vasîlkivka
Veselîi Kut (în ucraineană Веселий Кут) este un sat în comuna Debalțeve din raionul Vasîlkivka, regiunea Dnipropetrovsk, Ucraina.

## Demografie
Componența lingvistică a localității Veselîi Kut
     Ucraineană (98,47%)
     Rusă (1,53%)
Conform recensământului din 2001, majoritatea populației localității Veselîi Kut era vorbitoare de ucraineană (98,47%), existând în minoritate și vorbitori de rusă (1,53%).